# Discographie d'Avicii
La discographie du DJ et producteur suédois Avicii est constituée de trois albums studio, un album studio remixé, deux compilations et 58 singles.

## Sous Avicii

### Albums

#### Albums studio
| Titre   | Détails de l'album                                                           | Meilleure position | Meilleure position | Meilleure position | Meilleure position | Meilleure position | Meilleure position | Meilleure position | Meilleure position | Meilleure position | Meilleure position | Meilleure position | Meilleure position | Meilleure position | Certifications                                                                                |
| Titre   | Détails de l'album                                                           | SUÈ                | ALL                | AUS                | AUT                | BEL (FL)           | BEL (WAL)          | DAN                | É-U                | FRA                | NOR                | P-B                | R-U                | SUI                | Certifications                                                                                |
| ------- | ---------------------------------------------------------------------------- | ------------------ | ------------------ | ------------------ | ------------------ | ------------------ | ------------------ | ------------------ | ------------------ | ------------------ | ------------------ | ------------------ | ------------------ | ------------------ | --------------------------------------------------------------------------------------------- |
| True    | - Sortie : 17 septembre 2013 - Label : Island - Formats : CD, téléchargement | 1                  | 5                  | 1                  | 3                  | 5                  | 9                  | 1                  | 5                  | 8                  | 1                  | 2                  | 2                  | 2                  | - : 2 × Platine - : Platine - : 3 × Platine - : Or - : Platine - : Platine - : Platine - : Or |
| Stories | - Sortie : 2 octobre 2015 - Label : PRMD - Formats : CD, téléchargement      | 1                  | 8                  | 1                  | 6                  | 5                  | 14                 | 9                  | 17                 | 19                 | 1                  | 7                  | 9                  | 3                  | - : 2 × Platine - : Or - : Argent                                                             |
| Tim     | - Sortie : 6 juin 2019 - Label : PRMD - Formats : CD, téléchargement         | 1                  | 5                  | 6                  | 3                  | 1                  | 5                  | 3                  | 11                 | 7                  | 1                  | 1                  | 7                  | 2                  | - : Or - : Or                                                                                 |

#### Album studio remixé
| Titre                   | Détails de l'album                                                              | Meilleure position | Meilleure position | Meilleure position | Meilleure position | Meilleure position | Meilleure position | Meilleure position |
| Titre                   | Détails de l'album                                                              | SUÈ                | AUS                | BEL (FL)           | BEL (WAL)          | É-U                | NOR                | SUI                |
| ----------------------- | ------------------------------------------------------------------------------- | ------------------ | ------------------ | ------------------ | ------------------ | ------------------ | ------------------ | ------------------ |
| True (Avicii by Avicii) | - Sortie : 21 mars 2014 - Label : Island - Formats : CD, téléchargement digital | 7                  | 2                  | 29                 | 32                 | 139                | 24                 | 15                 |

#### Compilations
| Titre                          | Détails de l'album                                                                        | Meilleure position | Meilleure position | Meilleure position | Meilleure position | Meilleure position | Meilleure position | Meilleure position | Meilleure position | Meilleure position | Meilleure position | Meilleure position | Meilleure position |
| Titre                          | Détails de l'album                                                                        | SUÈ                | ALL                | AUS                | AUT                | BEL (FL)           | BEL (WAL)          | É-U                | FRA                | NOR                | P-B                | R-U                | SUI                |
| ------------------------------ | ----------------------------------------------------------------------------------------- | ------------------ | ------------------ | ------------------ | ------------------ | ------------------ | ------------------ | ------------------ | ------------------ | ------------------ | ------------------ | ------------------ | ------------------ |
| Avicii Presents Strictly Miami | - Sortie : 15 avril 2011 - Label : Strictly Rhythm - Formats : CD, téléchargement         | —                  | —                  | —                  | —                  | —                  | —                  | —                  | —                  | —                  | —                  | —                  | —                  |
| The Singles                    | - Sortie : 31 mai 2011 - Label : Ultra - Format : Téléchargement                          | —                  | —                  | —                  | —                  | —                  | —                  | —                  | —                  | —                  | —                  | —                  | —                  |
| Live a Life You Will Remember  | - Sortie : 7 mai 2021 - Label : Universal Music Sweden - Format : streaming               | —                  | —                  | —                  | —                  | —                  | —                  | —                  | —                  | —                  | —                  | —                  | —                  |
| Avicii Forever                 | - Sortie : 16 mai 2025 - Label : Universal Music Sweden - Format : CD, LP, téléchargement | 2                  | 18                 | 28                 | 10                 | 19                 | 33                 | 142                | 34                 | 24                 | 12                 | 20                 | 9                  |

### Extended plays
| Titre                            | Détails de l'album                                                                 | Meilleure position | Meilleure position | Meilleure position | Meilleure position | Meilleure position | Meilleure position | Meilleure position | Meilleure position |
| Titre                            | Détails de l'album                                                                 | SUÈ                | ALL                | AUS                | AUT                | DAN                | É-U                | FRA                | SUI                |
| -------------------------------- | ---------------------------------------------------------------------------------- | ------------------ | ------------------ | ------------------ | ------------------ | ------------------ | ------------------ | ------------------ | ------------------ |
| Muja EP                          | - Sortie : 15 avril 2009 - Label : Vicious Grooves - Format : EP                   | —                  | —                  | —                  | —                  | —                  | —                  | —                  | —                  |
| The Days / Nights EP             | - Sortie : 1er décembre 2014 - Label : PRMD, Universal - Format : Téléchargement   | —                  | —                  | —                  | —                  | —                  | —                  | —                  | —                  |
| Pure Grinding / For a Better Day | - Sortie : 28 août 2015 - Label : PRMD - Format : Téléchargement                   | —                  | —                  | —                  | —                  | —                  | —                  | —                  | —                  |
| Avīci (01)                       | - Sortie : 10 août 2017 - Label : Universal Music Sweden - Format : Téléchargement | 1                  | 37                 | 14                 | 9                  | 3                  | 52                 | 45                 | 11                 |

### Singles

#### Artiste principal
| Titre                                                                            | Année | Meilleure position | Meilleure position | Meilleure position | Meilleure position | Meilleure position | Meilleure position | Meilleure position | Meilleure position | Meilleure position | Meilleure position | Meilleure position | Meilleure position | Meilleure position | Certifications | Album                                  |
| Titre                                                                            | Année | SUÈ                | ALL                | AUS                | AUT                | BEL (FL)           | BEL (WAL)          | DAN                | É-U                | FRA                | NOR                | P-B                | R-U                | SUI                | Certifications | Album                                  |
| -------------------------------------------------------------------------------- | ----- | ------------------ | ------------------ | ------------------ | ------------------ | ------------------ | ------------------ | ------------------ | ------------------ | ------------------ | ------------------ | ------------------ | ------------------ | ------------------ | --- | -------------------------------------- |
| Sound of Now                                                                     | 2008  | —                  | —                  | —                  | —                  | —                  | —                  | —                  | —                  | —                  | —                  | —                  | —                  | —                  | |                                        |
| Muja                                                                             | 2009  | —                  | —                  | —                  | —                  | —                  | —                  | —                  | —                  | —                  | —                  | —                  | —                  | —                  | |                                        |
| Ryu                                                                              | 2009  | —                  | —                  | —                  | —                  | —                  | —                  | —                  | —                  | —                  | —                  | —                  | —                  | —                  | |                                        |
| Even (avec Sebastien Drums)                                                      | 2009  | —                  | —                  | —                  | —                  | —                  | —                  | —                  | —                  | —                  | —                  | —                  | —                  | —                  | |                                        |
| Break da Floor (avec Ralph)                                                      | 2009  | —                  | —                  | —                  | —                  | —                  | —                  | —                  | —                  | —                  | —                  | —                  | —                  | —                  | |                                        |
| Bom                                                                              | 2010  | —                  | —                  | —                  | —                  | —                  | —                  | —                  | —                  | —                  | —                  | —                  | —                  | —                  | |                                        |
| My Feelings for You (avec Sebastien Drums)                                       | 2010  | 37                 | 25                 | —                  | 34                 | —                  | —                  | —                  | —                  | —                  | —                  | 24                 | 46                 | 40                 | | The Singles EP                         |
| Malo                                                                             | 2010  | —                  | —                  | —                  | —                  | —                  | —                  | —                  | —                  | —                  | —                  | —                  | —                  | —                  | |                                        |
| Don't Hold Back (avec John Dahlbäck sous Jovicii feat Andy P)                    | 2010  | —                  | —                  | —                  | —                  | —                  | —                  | —                  | —                  | —                  | —                  | —                  | —                  | —                  | |                                        |
| Street Dancer                                                                    | 2011  | —                  | —                  | —                  | —                  | —                  | —                  | —                  | —                  | —                  | —                  | 33                 | —                  | —                  | |                                        |
| So Excited                                                                       | 2011  | —                  | —                  | —                  | —                  | —                  | —                  | —                  | —                  | —                  | —                  | —                  | —                  | —                  | |                                        |
| Sweet Dreams                                                                     | 2011  | —                  | —                  | —                  | —                  | —                  | —                  | —                  | —                  | —                  | —                  | —                  | —                  | —                  | |                                        |
| Jailbait                                                                         | 2011  | —                  | —                  | —                  | —                  | —                  | —                  | —                  | —                  | —                  | —                  | —                  | —                  | —                  | |                                        |
| Snus (avec Sebastien Drums)                                                      | 2011  | —                  | —                  | —                  | —                  | —                  | —                  | —                  | —                  | —                  | —                  | —                  | —                  | —                  | |                                        |
| Fade into Darkness (vocaux d'Andreas Moe)                                        | 2011  | 4                  | —                  | 70                 | —                  | —                  | —                  | —                  | —                  | —                  | —                  | 27                 | 196                | —                  | - : 2 × Platine |                                        |
| Levels (vocaux d'Etta James)                                                     | 2011  | 1                  | 6                  | 24                 | 4                  | 4                  | 5                  | 3                  | 60                 | 14                 | 1                  | 4                  | 4                  | 5                  | - : 8 × Platine - : 5 × Platine - : 4 × Platine - : 3 × Platine - : 3 × Or - : Platine - : Platine - : Or - : 2 × Platine - : Or - : 2 × Platine - : Platine - : Platine                                                         |                                        |
| Collide (avec Leona Lewis)                                                       | 2011  | —                  | —                  | —                  | 29                 | 13                 | —                  | —                  | —                  | —                  | —                  | —                  | 4                  | —                  | |                                        |
| Silhouettes (vocaux de Salem Al Fakir)                                           | 2012  | 11                 | 87                 | 53                 | 26                 | —                  | —                  | 27                 | —                  | —                  | —                  | 35                 | 22                 | —                  | - : 3 × Platine - : Or - : Or - : Argent |                                        |
| Superlove (remix) (vs Lenny Kravitz)                                             | 2012  | —                  | —                  | —                  | —                  | 7                  | 29                 | —                  | —                  | —                  | —                  | 15                 | 49                 | —                  | |                                        |
| Two Million                                                                      | 2012  | —                  | —                  | —                  | —                  | —                  | —                  | —                  | —                  | —                  | —                  | —                  | —                  | —                  | |                                        |
| Last Dance                                                                       | 2012  | —                  | —                  | —                  | —                  | —                  | —                  | —                  | —                  | 40                 | —                  | —                  | —                  | —                  | |                                        |
| Stay With You (feat Mike Posner)                                                 | 2012  | —                  | —                  | —                  | —                  | —                  | —                  | —                  | —                  | —                  | —                  | —                  | —                  | —                  | |                                        |
| Dancing in my Head (vs Eric Turner)                                              | 2012  | —                  | —                  | —                  | —                  | —                  | —                  | —                  | —                  | —                  | —                  | 54                 | 188                | —                  | |                                        |
| I Could Be the One (vs Nicky Romero + vocaux de Noonie Bao)                      | 2012  | 3                  | 37                 | 4                  | 15                 | 8                  | 9                  | 9                  | —                  | 22                 | 4                  | 7                  | 1                  | 26                 | - : 3 × Platine - : 2 × Platine - : 2 × Platine - : Platine - : Platine - : Or - : Or |                                        |
| Three Million (Your Love Is Amazing) (feat Negin)                                | 2013  | —                  | —                  | —                  | —                  | —                  | —                  | —                  | —                  | —                  | —                  | —                  | —                  | —                  | |                                        |
| X You (feat Wailin)                                                              | 2013  | 19                 | —                  | —                  | —                  | —                  | —                  | —                  | —                  | —                  | —                  | 48                 | 47                 | —                  | - : Platine |                                        |
| UMF (Ultra Music Festival Anthem)                                                | 2013  | —                  | —                  | —                  | —                  | —                  | —                  | —                  | —                  | —                  | —                  | —                  | —                  | —                  | | Ultra Music Festival Anthems EP        |
| We Write the Story (avec B&B and Choir)                                          | 2013  | —                  | —                  | —                  | —                  | —                  | —                  | —                  | —                  | —                  | —                  | —                  | —                  | —                  | | Concours Eurovision de la chanson 2013 |
| Wake Me Up (vocaux d'Aloe Blacc)                                                 | 2013  | 1                  | 1                  | 1                  | 1                  | 1                  | 1                  | 1                  | 4                  | 1                  | 1                  | 1                  | 1                  | 1                  | - : 4 × Platine - : 13 × Platine - : 9 × Platine - : 7 × Platine - : 6 × Platine - : 6 × Platine - : 2 × Platine - : 3 × Platine - : 2 × Platine - : 4 × Platine - : 3 × Platine - : 2 × Platine - : 4 × Platine - : 3 × Platine | True                                   |
| Speed (Burn and Lotus F1 Mix)                                                    | 2013  | —                  | —                  | —                  | —                  | —                  | —                  | —                  | —                  | —                  | —                  | —                  | —                  | —                  | |                                        |
| You Make Me (vocaux de Salem Al Fakir)                                           | 2013  | 1                  | 34                 | 12                 | 7                  | 20                 | 26                 | 34                 | 85                 | 58                 | 6                  | 20                 | 5                  | 29                 | - : 4 × Platine - : 2 × Platine - : Platine - : Platine - : Or - : Or - : Or - : Or | True                                   |
| Hey Brother (vocaux de Dan Tyminski)                                             | 2013  | 1                  | 1                  | 2                  | 1                  | 3                  | 1                  | 2                  | 16                 | 4                  | 1                  | 1                  | 2                  | 2                  | - : 7 × Platine - : 5 × Platine - : 5 × Platine - : 2 × Platine - : Or - : Or - : 3 × Platine - : 3 × Platine - : Platine - : Platine - : Platine - : Platine                                                                    | True                                   |
| Addicted to You (vocaux d'Audra Mae)                                             | 2014  | 11                 | 6                  | 5                  | 3                  | 5                  | 5                  | 24                 | —                  | 6                  | 16                 | 5                  | 14                 | 4                  | - : 3 × Platine - : 3 × Platine - : Platine - : Platine - : Platine - : Or - : Or - : Or - : Or - : Or - : Or | True                                   |
| Lay Me Down (vocaux d'Adam Lambert + basse de Nile Rodgers)                      | 2014  | 39                 | 35                 | 34                 | 17                 | —                  | —                  | —                  | —                  | 47                 | —                  | 44                 | 20                 | 41                 | - : Or | True                                   |
| The Days (vocaux de Robbie Williams)                                             | 2014  | 1                  | 7                  | 10                 | 3                  | —                  | —                  | 4                  | 78                 | 52                 | 2                  | 10                 | 82                 | 8                  | - : Platine - : Platine - : Platine - : Or - : Or - : Or | The Days / Nights EP                   |
| The Nights (vocaux de Ras)                                                       | 2014  | 2                  | 19                 | 9                  | 6                  | 14                 | 29                 | 22                 | 6                  | 79                 | 3                  | 20                 | 6                  | 17                 | - : 2 × Platine - : Platine - : Platine - : Platine - : Or - : Or - : Or - : Or - : Or | The Days / Nights EP                   |
| Lose Myself (avec Wang Lee-hom)                                                  | 2015  | —                  | —                  | —                  | —                  | —                  | —                  | —                  | —                  | —                  | —                  | —                  | —                  | —                  | |                                        |
| Feeling Good                                                                     | 2015  | 27                 | —                  | —                  | —                  | —                  | —                  | —                  | —                  | —                  | —                  | —                  | —                  | —                  | |                                        |
| Waiting for Love (vocaux de Simon Aldred)                                        | 2015  | 1                  | 8                  | 15                 | 1                  | 15                 | 10                 | 5                  | —                  | 14                 | 1                  | 6                  | 6                  | 7                  | - : 7 × Platine - : 4 × Platine - : 2 × Platine - : Platine - : Platine - : Platine - : Platine - : Or - : Or - : Or - : Or | Stories                                |
| For a Better Day (vocaux d'Alex Ebert)                                           | 2015  | 5                  | 18                 | —                  | 10                 | —                  | 49                 | —                  | —                  | 26                 | 15                 | 22                 | 68                 | 16                 | - : 2 × Platine - : Or | Stories                                |
| Pure Grinding (vocaux d'Earl St Clair & Kristoffer Fogelmark)                    | 2015  | 19                 | 94                 | —                  | 71                 | —                  | —                  | —                  | —                  | —                  | —                  | —                  | —                  | —                  | | Stories                                |
| Broken Arrows (vocaux de Zac Brown)                                              | 2015  | 4                  | 82                 | 30                 | 70                 | —                  | —                  | —                  | —                  | —                  | 38                 | 86                 | 178                | 57                 | - : 3 × Platine - : Or | Stories                                |
| Gonna Love Ya (vocaux de Sandro Cavazza)                                         | 2016  | 3                  | —                  | —                  | —                  | —                  | —                  | —                  | —                  | —                  | 25                 | —                  | —                  | —                  | | Stories                                |
| Taste the Feeling (vs Conrad Sewell)                                             | 2016  | 60                 | 53                 | —                  | 17                 | —                  | —                  | —                  | —                  | 136                | —                  | —                  | —                  | —                  | | Stories                                |
| Without You (feat Sandro Cavazza)                                                | 2017  | 1                  | 18                 | 20                 | 7                  | 15                 | 15                 | 11                 | —                  | 30                 | 3                  | 13                 | 32                 | 16                 | - : 2 × Platine - : Platine - : Platine - : Or - : Or - : Or - : Or - : Or - : Argent | Avīci (01)                             |
| Lonely Together (feat Rita Ora)                                                  | 2017  | 3                  | 24                 | 32                 | 18                 | 36                 | 46                 | 38                 | —                  | 58                 | 10                 | 22                 | 4                  | 22                 | - : Platine - : Platine - : Platine - : Platine - : Or - : Or - : Or - : Or | Avīci (01)                             |
| SOS (feat Aloe Blacc)                                                            | 2019  | 1                  | 11                 | 7                  | 4                  | 2                  | 7                  | 4                  | 68                 | 26                 | 2                  | 2                  | 6                  | 3                  | - : Or - : Or - : Or - : Or - : Or - : Or - : Argent | Tim                                    |
| Tough Love (feat Agnes & Vargas & Lagola)                                        | 2019  | 2                  | 72                 | —                  | 45                 | —                  | —                  | —                  | —                  | 27                 | 9                  | 60                 | 60                 | 31                 | | Tim                                    |
| Heaven (feat Chris Martin)                                                       | 2019  | 2                  | 30                 | 20                 | 21                 | 15                 | 10                 | 20                 | 83                 | 33                 | 6                  | 16                 | 20                 | 11                 | | Tim                                    |
| Fades Away (Tribute Concert Version) (feat MishCatt)                             | 2019  | 77                 | —                  | —                  | —                  | —                  | —                  | —                  | —                  | —                  | —                  | —                  | —                  | —                  | | Tim                                    |
| Forever Yours (Tribute) (avec Kygo & Sandro Cavazza)                             | 2020  | 4                  | 65                 | —                  | —                  | —                  | 49                 | —                  | —                  | 91                 | 5                  | 78                 | —                  | 25                 | |                                        |
| Forever Yours (Tim's 2016 Ibiza Version) (feat Sandro Cavazza)                   | 2025  | —                  | —                  | —                  | —                  | —                  | —                  | —                  | —                  | —                  | —                  | —                  | —                  | —                  | | Avicii Forever                         |
| Let's Ride Away (feat Elle King)                                                 | 2025  | 17                 | —                  | —                  | —                  | —                  | —                  | —                  | —                  | —                  | 70                 | —                  | —                  | —                  | | Avicii Forever                         |
| « — » signifie que le single n'est pas sorti ou ne s'est pas classé dans ce pays |       |                    |                    |                    |                    |                    |                    |                    |                    |                    |                    |                    |                    |                    | |                                        |

#### Singles en featuring
| Titre                                                                              | Année | Meilleure position | Meilleure position | Meilleure position | Album                |
| Titre                                                                              | Année | SUÈ                | FRA                | NOR                | Album                |
| ---------------------------------------------------------------------------------- | ----- | ------------------ | ------------------ | ------------------ | -------------------- |
| Divine Sorrow (Wyclef feat Avicii)                                                 | 2014  | 7                  | 105                | 25                 | Clefication          |
| Dar um Jeito (We Will Find a Way) (Santana & Wyclef feat Avicii & Alexandre Pires) | 2015  | —                  | —                  | —                  | One Love, One Rhythm |
| Back Where I Belong (Otto Knows feat Avicii)                                       | 2016  | 32                 | —                  | —                  |                      |

### Remixes
2008
- Francesco Diaz & Young Rebels - When I'm Thinking Of You (Avicii vs. Philgood Remix)
- Roman Salzger - Solaris (Avicii Greets Joia Mix)
- Sebastien Benett - Dancin' (Avicii Remix)
- Roger Sanchez feat. Terri B - Bang That Box (Avicii vs. Philgood Remix)
- Dirty South - D10 (Avicii vs. Philgood's Vicious Remix)

2009
- DJ Ralph - Born To Rave (Avicii vs. Philgood Born To Do It Remix)
- Richard Grey vs. Erick Morillo & Jose Nunez feat. Shawnee Taylor - Life Goes On (Avicii vs. Philgood Remix)
- Mic Newman - Whatever Kind (Avicii Remix)
- D.O.N.S. feat. Terri B - You Used To Hold Me (Avicii Remix)
- Albin Myers & Sandro Monte feat. Abigail Bailey - Somewhere (Avicii Remix)
- Dim Chris & Sebastien Drums feat. Polina - Sometimes I Feel (Avicii Out Of Miami Mix)
- Sebastien Benett - Star Airlines (Avicii Remix)
- Dirty South feat. Rudy - We Are (Avicii Remix)
- Greg Cerrone - Lipstick (Avicii Remix)
- Zoo Brazil - Tear The Club Up (Avicii vs. Philgood Two Angry Mix)
- Austin Leeds & Nick Terranova feat. Teacha - Music Around The World (Avicii Remix)
- MYNC & Harry Choo Choo Romero & Jose Nunez - Boogers (AviciI Dumb Dumb Remix)
- The Cut - Better Days (Avicii Remix)
- EDX - Shy Shy (Avicii Remix)
- Mr. Timothy feat. Inaya Day - Got 2 Get Up (Avicii Remix)
- Kid Massive feat. Elliotte Williams N'Dure - Touch Me (In The Morning) (Avicii's Massive Remix)
- Viani DJ & Veerus & Maxie Devine feat. Janice Robinson - Dreamer 2009 (Avicii Dream Of Mix)
- Tiësto feat. C.C. Sheffield - Escape Me (Avicii's Remix At Night)
- Solu Music feat. Kimblee - Fade (Avicii Kandi Mix)
- Alex Gaudino vs. Nari & Milani feat. Capricorn - The Drums (Avicii Mouthful Remix)
- David Guetta feat. Estelle - One Love (Avicii Remix)
- Austin Leeds feat. Jeremy Carr - In The Air (Avicii Remix)

2010
- Phonat - Set Me Free (Avicii's Big Room UK Mix)
- The Good Guys feat. Tesz Milan - Spotlight (Avicii Rising Star Remix)
- Austin Leeds & Etienne Ozborne feat. Steve Bertrand - Do It With Me (Avicii vs. Philgood Remix)
- Jason Rooney - Stop The Rock (Avicii Remix)
- Junior Caldera feat. Sophie Ellis-Bextor - Can't Fight This Feeling (Avicii Universe Mix)
- Little Boots - Remedy (Avicii Club Mix)
- Dada Life - Cookies With A Smile (Avicii Remix)
- Bob Sinclar feat. Vybrate & Queen Ifrica & Makedah - New New New (Avicii Meets Yellow Mix)
- David Guetta & Chris Willis feat. Fergie & LMFAO - Gettin' Over You (Avicii's Vocal Mix at Night)
- MYNC & Rhythm Masters feat. Wynter Gordon - I Feel Love (Avicii's Forgotten Remix)
- Enrique Iglesias feat. Pitbull - I Like It (Avicii Remix)
- Maurizio Gubellini feat. Mia Crispin - Getting Personal (Avicii's Italectronic Remix)
- Robyn - Hang With Me (Avicii's Exclusive Club Mix)
- Paul Thomas & Sonny Wharton - Painted Faces (Avicii's Stabbed Mix)
- Nadia Ali - Rapture (Avicii New Generation Remix)
- Toni Braxton - Make My Heart (Avicii's Replacer Mix)

2011
- Daft Punk - Derezzed (Avicii Remix)
- Armin van Buuren feat. Laura V - Drowning (Avicii Remix)
- Philter - Revolver (Avicii Remix)
- Coldplay - Every Teardrop Is a Waterfall (Avicii 'Tour' Mix)

2012
- Kate Ryan - Run Away (Smalltown Boy) (Avicii Remix)
- Madonna - Girl Gone Wild (Avicii's UMF Mix) (Live à l'Ultra Festival)
- Lenny Kravitz - Superlove (Avicii Remix)
- Avicii vs. Eric Turner - Dancing In My Head (Avicii's Been Cursed Mix)

2013
- Major Lazer feat. Amber Coffman - Get Free (Avicii Edit)
- Syn Cole - Miami 82 (Avicii Edit)

2014
- Daft Punk feat. Negin - Derezzed (Avicii "So Amazing" Mix)

2015
- Faithless - Insomnia 2.0 (Avicii Remix)

2016
- Morten feat. Frida Sundemo - Beautiful Heartbeat (Avicii Remix)

2017
- Sandro Cavazza - So Much Better (Avicii Remix)

## Sous Tim Berg

### Singles
| Titre                                          | Année | Meilleure position | Meilleure position | Meilleure position | Meilleure position | Meilleure position | Meilleure position | Meilleure position | Meilleure position | Meilleure position | Meilleure position | Meilleure position | Meilleure position | Certifications                              |
| Titre                                          | Année | SUÈ                | ALL                | AUS                | AUT                | BEL (FL)           | BEL (WAL)          | DAN                | FRA                | NOR                | P-B                | R-U                | SUI                | Certifications                              |
| ---------------------------------------------- | ----- | ------------------ | ------------------ | ------------------ | ------------------ | ------------------ | ------------------ | ------------------ | ------------------ | ------------------ | ------------------ | ------------------ | ------------------ | ------------------------------------------- |
| Alcoholic                                      | 2009  | —                  | —                  | —                  | —                  | —                  | —                  | —                  | —                  | —                  | —                  | —                  | —                  |                                             |
| Bromance                                       | 2010  | 16                 | —                  | —                  | —                  | 1                  | 4                  | —                  | —                  | —                  | 2                  | —                  | —                  | - : Or                                      |
| Seek Bromance (vocaux d'Amanda Wilson)         | 2010  | 20                 | 61                 | 32                 | 53                 | —                  | —                  | 5                  | 12                 | 4                  | —                  | 13                 | 13                 | - : Platine - : Or - : Or - : Or - : Argent |
| Tweet It (avec Norman Doray & Sebastien Drums) | 2010  | —                  | —                  | —                  | —                  | —                  | —                  | —                  | —                  | —                  | 55                 | —                  | —                  |                                             |
| iTrack (avec Oliver Ingrosso & Otto Knows)     | 2010  | —                  | —                  | —                  | —                  | —                  | —                  | —                  | —                  | —                  | 30                 | —                  | —                  |                                             |
| Before The Night Is Through (Bad Things)       | 2012  | —                  | —                  | —                  | —                  | —                  | —                  | —                  | —                  | —                  | —                  | —                  | —                  |                                             |

### Remixes
- 2010 : Dimitri Vegas & Like Mike - Salinas (Tim Berg Remix)

## Sous Tom Hangs

### Singles
| Titre                                                          | Année | Meilleure position | Meilleure position | Meilleure position |
| Titre                                                          | Année | ALL                | FRA                | P-B                |
| -------------------------------------------------------------- | ----- | ------------------ | ------------------ | ------------------ |
| Insomnia (avec Starkillers & Pimp Rockers & Marco Machiavelli) | 2010  | —                  | —                  | —                  |
| Blessed (avec Shermanology)                                    | 2011  | 50                 | 69                 | 9                  |

### Remixes
- 2012 : Avicii vs. Eric Turner - Dancing In My Head (Tom Hangs Remix)